# Thomas Steffen

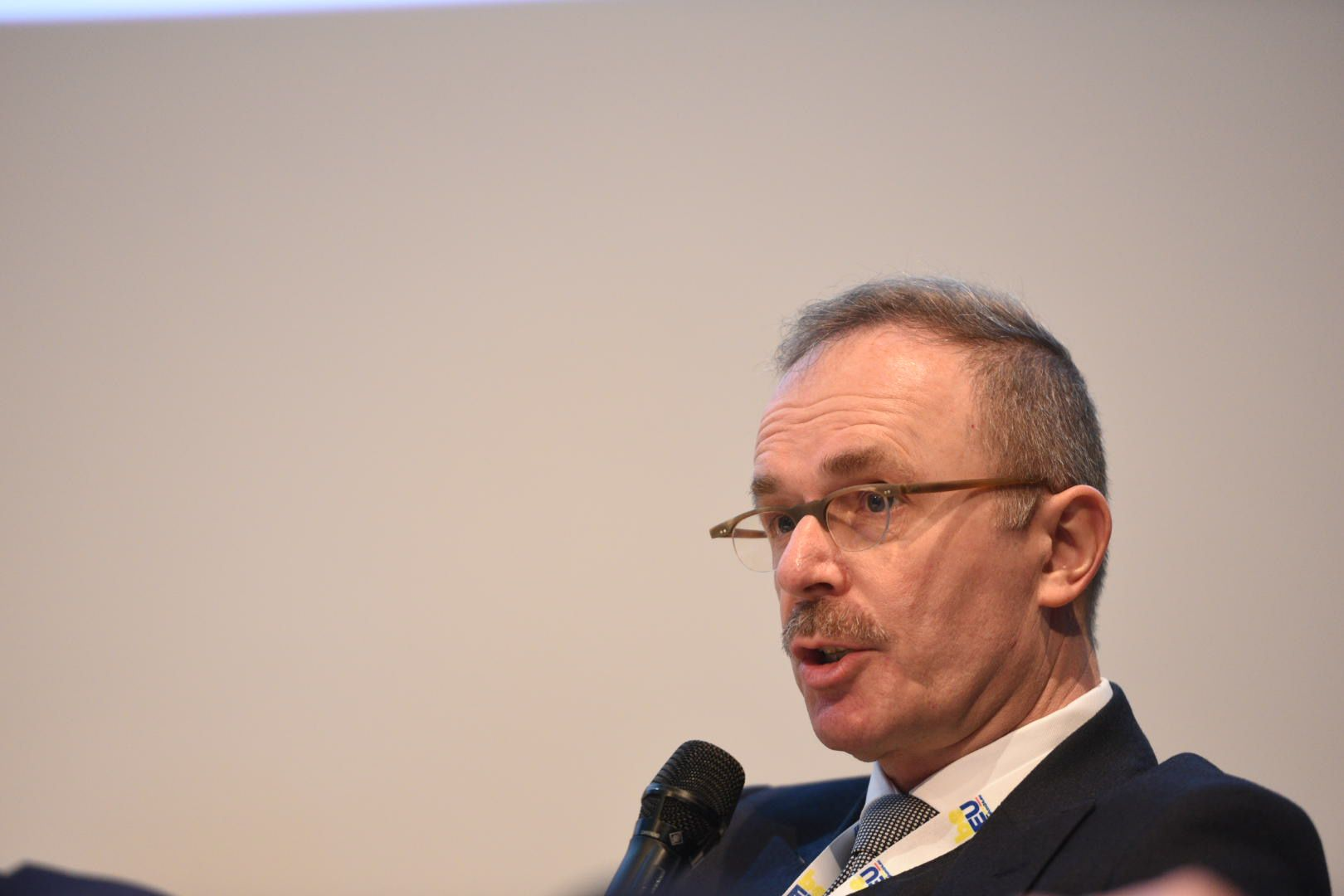
Thomas Steffen (2024)

Thomas Steffen (* 25. Dezember 1961 in Simmern) ist ein deutscher Jurist und politischer Beamter. Er ist seit 2025 Staatssekretär im Bundesministerium für Wirtschaft und Energie. Zuvor war er von 2012 bis 2018 Staatssekretär im Bundesministerium der Finanzen und von 2019 bis 2025 Staatssekretär im Bundesministerium für Gesundheit.

## Biografie
Steffen studierte Rechts- und Staatswissenschaften an der Johannes Gutenberg-Universität in Mainz sowie an der Universität von Burgund in Dijon. Von 1989 bis 1990 promovierte er mit einer rechtsvergleichenden Arbeit an der Universität Mainz mit Studienaufenthalten an der London School of Economics and Political Science.
Seine berufliche Karriere begann Steffen in der industriepolitischen Abteilung des Bundesministeriums für Wirtschaft (BMWi). In den folgenden Jahren war er als Referent im Leitungsstab der Treuhandanstalt (1992) und in der Europaabteilung des BMWi (1993–1994) tätig. Nachdem er in den Jahren 1994 und 1995 das Referat für Staatsvermögen im Finanzministerium des Landes Mecklenburg-Vorpommern geleitet hatte, kehrte er als persönlicher Referent der damaligen Parlamentarischen Staatssekretärin beim Bundesminister der Finanzen, Irmgard Karwatzki (1997–1998), und als Referent beim Deutschen Bundestag (1999–2000) in die Bundesverwaltung zurück; danach wurde er als Referatsleiter in das Bundesministerium der Finanzen (BMF) berufen. Von 2002 bis 2010 war er Mitglied im Direktorium der Bundesanstalt für Finanzdienstleistungsaufsicht (BaFin). Dort war er außer mit Versicherungs- und Pensionsfondsaufsicht auch mit internationalen Aufgaben betraut.
Im Oktober 2010 wechselte er erneut ins Bundesministerium der Finanzen, in dem er die Leitung der Abteilung für Europapolitik übernahm und unter Finanzminister Wolfgang Schäuble vorwiegend für das Management der Staatsschuldenkrise zuständig war. Von Jahresbeginn 2012 bis April 2018 fungierte er als Staatssekretär im Finanzministerium. Hier unterstanden ihm die Abteilungen I (Finanzpolitische und volkswirtschaftliche Grundsatzfragen), VII (Finanzmarktpolitik) und E (Europapolitik). Am 15. Mai 2019 wurde Steffen zum Staatssekretär im Bundesministerium für Gesundheit (BMG) ernannt. In dieser Funktion war er bei der Einleitung der Corona-Maßnahmen wesentlich beteiligt. Am 10. Juni 2025 wechselte er als Staatssekretär ins Bundesministerium für Wirtschaft und Energie.
Seit 2018 ist Thomas Steffen Lehrbeauftragter für Recht der Europäischen Wirtschafts- und Währungsunion an der Friedrich-Wilhelms-Universität Bonn.  Im September 2019 wurde er Mitglied im Vorstand des Instituts für Europäische Politik (IEP) und 2021 Mitglied im Kuratorium des World Health Summit (WHS) Berlin, einer internationalen Konferenz zur globalen Gesundheitspolitik.
Thomas Steffen ist seit 1983 Mitglied der katholischen Studentenverbindung VKDSt Hasso-Rhenania Mainz im Cartellverband.